# Evil Cavies
Evil Cavies ist eine Ska-Punk-Combo aus Friedberg (Hessen).
Die Gruppe wird dem Ska und dem Punk zugerechnet, da die normale Punkband-Besetzung durch eine Orgel und eine Bläser-Fraktion verstärkt wird.

## Geschichte
Gegründet wurden die Evil Cavies von Philipp Waas (Trompete),
Matze Stede (Trompete), Gregor Brundke
(Schlagzeug), Jerome Johnson (damals noch Bass) und Tobias Wagner (Orgel), da die Bläser Interesse hatten ihre Instrumente anderweitig einzubringen als in einem Musikzug.
Man einigte sich auf die Vorbilder Reel Big Fish und Mad Caddies, mit denen sich alle Gründungsmitglieder identifizieren konnten.
Am 27. Juli 2006 wurde das erste Album veröffentlicht, nachdem eine erste Demo-CD auf Konzerten einen anständigen Absatz fand. Das Album trägt den Titel There must be a need for me, was nach Worten der Band ungefähr mit „zu irgendetwas müssen wir ja gut sein, also machen wir Musik“ zu übersetzen wäre. Es wurde von der Band komplett selbst finanziert und organisiert und enthält 9 eigene Songs.
Die bis dahin größte Auszeichnung für ihre Live-Qualitäten erhielt die Band, als sie nach dem Sieg bei einem Vorentscheid im September 2006 das Finale der hessischen Ausgabe des bundesweiten Newcomer-Contests „Local Heroes“ für sich entscheiden konnten.
2006 und 2007 konnten die Evil Cavies viele Live-Auftritte spielen, unter anderem bei namhaften Festivals wie dem Traffic Jam Open Air (Dieburg), dem Soundgarden Festival (Friedberg, Hessen) und dem Trebur Open-Air.
Am 18. April 2008 erschien das zweite Album mit dem Titel My Favourite Jetlag. Im Sommer des gleichen Jahres spielten die Evil Cavies neben Reggae-Größen wie Gentleman und Shaggy auf dem Afrika-Karibik-Festival in Aschaffenburg, auf dem Soundgarden Festival in Friedberg und auf dem Nonstock-Festival im Fischbachtal. Dieser Auftritt wurde von RTL-Hessen dokumentiert.
2010 spielten die Evil Cavies unter anderem auf dem Schlossgrabenfest und dem Open Flair zusammen mit Bands wie Mad Caddies, Ska-P, Bad Religion und Jan Delay. Die Krönung des Jahres und der bisherigen Bandgeschichte war die Auszeichnung als „Beste Skaband 2010“ beim Deutschen Rock und Pop Preis in Wiesbaden.
Seit 2012 spielen die Evil Cavies jedes Jahr auf dem Sparkling Vibes Festival im Usa-Wellenbad, Bad Nauheim.
Das dritte Album Fools On Primetime veröffentlichte die Band am 18. Mai 2012.

## Diskografie
- There Must Be A Need For Me (2006; eigene Produktion), aufgenommen im LFT-Tonstudio mit Marc Bugnard
- My Favourite Jetlag (2008; eigene Produktion), aufgenommen im LFT-Tonstudio mit Marc Bugnard
- Fools On Primetime (2012; eigene Produktion), aufgenommen im LFT-Tonstudio mit Marc Bugnard

## Auszeichnungen
- 2006: Local Heroes (Nachwuchs-Musikpreis) – Gewinner des Hessenausscheids.
- 2010: Deutscher Rock & Pop Preis – 1. Preis „Beste Ska Band 2010“
- 2010: Deutscher Rock & Pop Preis – 2. Preis „Beste Alternative Band 2010“